# Josep Alerany i Nebot
Josep Alerany i Nebot   (Tivissa, 26 de febrer de 1821 - Madrid, 15 d'octubre de 1884) va ser un catedràtic, farmacèutic i polític català.
Natural de Tivissa, va ser nomenat regent de Botànica de la Universitat de Barcelona el 1847 i, quatre anys més tard, es va encarregar de la càtedra de Fisiologia Vegetal amb aplicació a l'agricultura, establerta per la Reial Acadèmia de Ciències Naturals i Arts, de la qual n'era soci de número.
En 1853 va ser nomenat, en virtut d'oposicions, catedràtic de Farmàcia Química-Inorgànica de la Universitat de Barcelona i, sis anys més tard, va ser traslladat a la Universidad Central per a exercir l'assignatura d'Història Crítica Literària de Farmàcia.
Va ser elegit diputat a Corts espanyoles pel districte de Falset a les eleccions generals celebrades el 25 de març de 1857. Va dirigir també La Regeneración. Va morir a Madrid el 1884.